# Лавранчук, Георгий Иванович
Георгий Иванович Лавранчук (1934-2009) — сотрудник советских и российских органов государственной безопасности, генерал-лейтенант.

## Биография
Георгий Иванович Лавранчук родился 26 декабря 1934 года в селе Гиндешты (ныне — город в Республике Молдова) в крестьянской семье. В 1954 году окончил педагогическое училище в городе Бельцы Молдавской ССР, в 1959 году — Кишинёвский государственный педагогический институт имени Иона Крянгэ, после чего находился на комсомольской и партийной работе. В 1960 году стал секретарём ЦК ЛКСМ Молдавской ССР и одновременно заведовал отделом агитации и пропаганды. В феврале 1962 года стал первым секретарём ЦК ЛКСМ Молдавской ССР. Избирался делегатом XXIII съезда КПСС.
В марте 1967 года поступил на службу в органы Комитета государственной безопасности при Совете Министров СССР. Был заместителем, первым заместителем председателя КГБ Молдавской ССР. В июле 1985 года был назначен министров внутренних дел республики, а в январе 1989 года возглавил КГБ Молдавской ССР. На время его руководства этим ведомством пришлись тяжёлые времена — Лавранчуку приходилось работать в условиях усиливающегося раскола в обществе, провозглашения независимости республики, при оттоке кадров из КГБ. В 1990 году по настоянию нового премьер-министра Мирчи Друка он был вынужден оставить должность и переехать в Москву.
С декабря 1990 года Лавранчук занимал должность начальника Управления «ОП» Комитета государственной безопасности при Совете Министров СССР. Вверенное ему подразделение должно было заниматься борьбой с организованной преступностью в стране. После распада СССР продолжал службу в системе Министерства безопасности — Федеральной службы безопасности Российской Федерации. В 1998 году в звании генерал-лейтенанта вышел в отставку. Умер 14 ноября 2009 года.
Был награждён орденами Красной Звезды и Трудового Красного Знамени, рядом медалей.